# Snaffu Rigor
Snaffu Rigor (nascido Roberto Nicholas Rigor, 8 de agosto de 1946 - 4 de agosto de 2016) é um compositor e vocalista filipino.
Ele começou a compor em 1964. Sua primeira composição em tagalog gravada foi "T.L Ako Sa'yo", um hit por Cinderella em 1975; ele também escreveu a letra de "Bato sa Buhangin" de Ernani Cuenco e a versão em inglês de "Araw-araw, Gabi-gabi". Rigor foi membro das bandas Ramrods, Cinderella, Backdoor e Blackbuster, lidera Domestic A&R de Blackgold e Superband dos anos 70.

## Composições notáveis
- "T.L Ako sa 'Yo" (música e letra) - gravada por Cinderella
- "Bato sa Buhangin" (letra) - gravada por Cinderella[2]
- "Bulag, Pipi at Bingi" (música e letra) - gravada por Freddie Aguilar[3] (Grand Prize of the 2nd Metropop Music Festival, 1979)
- "Macho Gwapito" (letra) - gravada por Rico J. Puno[4]
- "Mr. Dreamboy" (música e letra) - gravada por Sheryl Cruz
- "Boy, I Love You" (letra) - gravada por Cherie Gil and covered by Donna Cruz
- "Eto Na Naman" (letra) - gravada por Gary Valenciano
- "Gusto Kita" (letra) - gravada por Gino Padilla
- "Paano ang Puso Ko" (letra) - gravada por April Boy Regino
- "Larawang Kupas" (música e letra) - gravada por Jerome Abalos
- "Bumper to Bumper" (música e letra) - gravada por Love Anover
- "Byaheng Jeepney" (música e letra) - gravada por Nicole & Cris
- "Jowadik" (música e letra) - gravada por Nicole & Cris
- "Tambalan" (música e letra) - gravada por Nicole & Cris

## Prêmios
- Ulirang Ama Awards, 2006 Ulirang Ama Sectoral Awardee for Arts and Culture conferred by the National Mother's Day and Fathers' Day Foundation, Inc. (18 de junho de 2006)
- A joint award from The JB Soul Music Specialists, JB Music Studio Multi-purpose Cooperative, and JB Music Studio and Management Co. as "The Incomparable Father of Soul Music in the Philippines". (21 de abril de 2006)
- Gold Record Award from WEA Records for the outstanding sale of the Album "Walang Ganyanan" as Album Producer (29 de setembro de 1991)
- Awit Awards' Best Album of the Year Album-"for Broken Hearts Only" (29 de junho de 1991)
- Platinum Record Award from WEA Records for the outstanding sale of the Album "Sheryl" as Album Producer (31 de dezembro de 1989)
- Gold Record Award from WEA Records for the outstanding sale of the Album "Sheryl" as Album Producer (13 de dezembro de 1989)
- Second Asian Popular Song Festival Awardee as Finalist for the song entry "Illusions". (1982)
- 2nd Metro Manila Popular Music Festival Awardee as Finalist for the song entry "Bulag Pipi at Bingi". No mesmo dia, essa entrada ganhou o primeiro lugar. (2 de março de 1979)